# Lucia Tavares Petterle
Lúcia Tavares Petterle (Rio de Janeiro, 1949) è una modella brasiliana, vincitrice del concorso di bellezza Miss Mondo nel 1971.

## Biografia
Lucia Tavares è stata incoronata ventunesima Miss Mondo il 10 novembre 1971 presso il Royal Albert Hall di Londra, ricevendo la corona dalla Miss Mondo uscente, la grenadina Jennifer Hosten. È stata la prima Miss Mondo brasiliana.
Dopo il suo anno di regno, la Tavares finì i propri studi di medicina, diventando dottoressa.